# Etienne Vermeersch

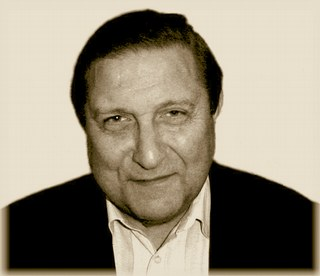
Etienne Vermeersch

Etienne Vermeersch (* 2. Mai 1934 in Brugge-Sint-Michiels; † 18. Januar 2019 in Gent) war ein belgischer Philosoph. Bekanntheit erlangte er für seine Beiträge zum Thema Atheismus.

## Leben
Vermeersch erwarb einen MA in Klassischer Philologie und Philosophie sowie 1965 einen PhD an der Universität Gent. Als Professor unterrichtete er dort Wissenschaftstheorie und Philosophische Anthropologie. Vermeersch gehörte zunächst den Jesuiten an. Mit der Zeit sah er jedoch die Widersprüche des Christentums und wurde Atheist. Als Skeptiker gehörte er zu den Gründern von SKEPP. Er galt als einer der einflussreichsten Intellektuellen Flanderns.
2016 wurde ein Asteroid nach ihm benannt: (14439) Evermeersch.

## Werk (Auswahl)
- De ogen van de Panda (1988)
- Over God (2016)